# ゆめタウン熊本
株式会社ゆめタウン熊本（ゆめタウンくまもと、YoumeTown Kumamoto Co.,ltd.）は、かつて熊本県熊本市に本社を置き、株式会社イズミの傘下企業だった企業。

## 概要
山口県下関市長府地区の商店街関係者らが地元主導のショッピングセンター開発主体として設立した「長府商業開発株式会社」（ちょうふしょうぎょうかいはつ）が前身である。後に核テナントとしての出店が決まったイズミが資本参加し、地元デベロッパーとしてゆめタウン長府の開発・店舗運営を担った。
その後、かつて「ニコニコドー」の店舗名で熊本で展開していたスーパーマーケットチェーン運営会社のニコニコ堂が2002年（平成14年）に民事再生法の適用を申請し、スポンサー企業となったイズミが同社のショッピングセンター事業を引き受ける際に、イズミの連結子会社となっていた長府商業開発が熊本県にある4店舗の運営を引き受けることになり、商号を「株式会社ゆめタウン熊本」に改めた上で本社を熊本に移転したものである（ニコニコ堂の中小店舗については、新たに株式会社ゆうあいマートを設立し、同社が継承した）。
2008年、イズミの事業効率化に向けた子会社再編に伴い、海外ブランド品の卸小売りを手がけていた株式会社エクセルと共にイズミ本体に吸収合併され、解散した。
なお、「ゆめタウン」の名称は長府商業開発を含むイズミと提携した地元デベロッパーが運営する施設の共通名称として制定されたものであり、「ゆめタウン」の末尾に地域名をつけた店舗名の展開は、当社がその源流の一つであった。

## 沿革
- 1984年（昭和59年）3月 - 長府商店街の店主ら15名が出資し長府商業開発株式会社を下関市に設立[1]。
- 1987年（昭和62年）12月 - 長府商業開発が開発する施設にイズミが出店することで基本協定を締結、同社が資本参加[2]。
- 1993年（平成5年）6月 - ゆめタウン長府を開業[1][2]。
- 2002年（平成14年）
  - 7月 - 株式会社ゆめタウン熊本に称号変更、株式会社ニコニコ堂より4店舗を賃貸し、熊本県内のゆめタウン運営を開始[4]。
  - 8月27日 - 本社を熊本市へ移転。
- 2007年（平成19年）2月25日 - 株式会社ニコニコ堂を吸収合併。
- 2008年（平成20年）9月1日 - 親会社のイズミへ吸収合併（発表は同年4月11日[5]）。

## かつての運営店舗
ゆめタウン鳥栖を除き、現在はイズミ直営店となっている。
- ゆめタウンはません（旧「クリスタルモールはません」、熊本県熊本市田井島）
- ゆめタウンサンピアン（旧「サンピアンシティーモール」、熊本県熊本市上南部）
- ゆめタウンあらお（旧「あらおシティモール」、熊本県荒尾市）
- ゆめタウン鳥栖（旧「鳥栖シティモール」、佐賀県鳥栖市） - イズミへ合併後、スーパーセンターイズミ鳥栖店を経て閉店